# Musée de la Résistance et de la Déportation de l'Isère
Pour les articles homonymes, voir Musée de la Résistance et de la Déportation.
Le musée de la Résistance et de la Déportation de l'Isère est un musée départemental de l'Isère situé à Grenoble en France.
Initié il y a plus de cinquante ans par des résistants, des déportés et des enseignants, conçu dans un esprit pédagogique et de transmission, c'est un musée d'histoire et de société. Il s'appuie sur les réalités et les événements locaux pour retranscrire l'histoire de la Seconde Guerre mondiale. La muséographie résolument moderne sollicite l'émotion comme la réflexion, et restitue dans leur chronologie, les causes et les conséquences du conflit, afin de comprendre comment et à partir de quels choix individuels est née la Résistance. Il souligne l'ampleur des souffrances et des sacrifices de ceux qui se sont engagés pour permettre le retour de la République et de ses valeurs.
Au-delà, le musée interroge le visiteur sur les enseignements que notre société peut tirer de l'histoire.

## Historique
Robert Avezou, directeur des Archives départementales de l'Isère, réalise en 1963 une exposition sur la Résistance dauphinoise. Il rassemble alors les documents, objets, photographies, imprimés et pièces manuscrites, collectés à l'initiative d'un enseignant, Henri Guillard et d'un inspecteur d'Académie, Pierre Dubois. Leur intérêt historique est immédiatement reconnu et s'impose à tous la nécessité d'ouvrir l'un des premiers musées en France consacré à la Résistance intérieure française durant la Seconde Guerre mondiale, afin d'inscrire ces témoignages dans la durée.
Au début de l'année 1964, un comité du Musée de la Résistance dauphinoise est créé sous la présidence de Pierre Dubois. Après son décès accidentel, le docteur Charles Katz devient le président et dépose ses statuts à la préfecture le 12 juin 1964. En octobre de la même année, Robert Avezou en prend la présidence, qu'il assurera pendant 17 ans. Ce comité compte parmi ses membres Pierre Dubois, Charles Katz, Robert Avezou, Henri Guillard, Gustave Estadès, Roger Rahon et Jean Grey (ces trois derniers étant membres du comité directeur de la Fédération nationale des déportés et internés résistants et patriotes) et a le soutien de l'ancien maire Albert Michallon, lui-même ancien résistant.
Installé au No 14, rue Jean-Jacques-Rousseau à Grenoble, lieu exigu mais célèbre pour avoir été la maison natale de Stendhal, le musée est nommé Musée de la résistance dauphinoise. Il est inauguré le 23 avril 1966 sous la municipalité d'Hubert Dubedout, dans le cadre de la journée nationale de la Déportation. En 1970, le musée reçoit la visite de Pierre Mendès France venant remettre des documents personnels et prend la même année le nom de Musée de la Résistance et de la Déportation.
Dans les années quatre-vingt, les limites du fonctionnement du musée en termes d'accès mais aussi d'espace (170 m2) et une fréquentation qui plafonne à 5 000 visites annuelles, incitent l'association des amis du musée à demander le transfert des collections dans un lieu plus adapté.
Le 14 décembre 1988, sous l'impulsion d'Alain Carignon, le musée devient départemental. Un statut à la hauteur d'une des trois villes parmi les cinq communes de France ayant reçu l'ordre de la Libération. En parallèle, démarre à travers la ville une recherche active de locaux plus vastes.
Le 1er juillet 1994, le musée ouvre au 14, rue Hébert dans le cadre de la commémoration du cinquantième anniversaire de la libération de Grenoble, et est rebaptisé Musée de la Résistance et de la Déportation de l'Isère. Le bâtiment construit en 1863 a accueilli successivement l'École de sculpture architecturale de Grenoble et les appartements de son directeur, le sculpteur grenoblois Aimé Charles Irvoy, puis l'Institut de zoologie et de pisciculture de la faculté des sciences de Grenoble et enfin des services municipaux à partir de 1965 (mandat du maire Hubert DUBEDOUT). Le bâtiment a subi de profondes transformations pour répondre à sa nouvelle vocation. Quatre niveaux ont été créés offrant une superficie totale de 1 200 m², dont les trois premiers niveaux sont consacrés aux expositions sur 900 m² et le dernier niveau réservé à l'administration du musée.

## Collections
Le musée a obtenu le label « musée de France » et détient une collection de plus de 8 000 pièces. Elle est précieuse par son ancienneté mais aussi par sa diversité et la qualité des documents conservés : plus de 80 affiches, des dessins originaux, de nombreuses photographies, des imprimés (tracts, rapports, brochures, etc.) ou encore des titres de la presse régionale. Elle est également composée de divers objets tels que des pièces liées à la vie quotidienne, des armes, des faux tampons de l’administration ou encore des souvenirs de déportés. Des témoignages audio et audiovisuels ont été recueillis par l’association des Amis du musée et par le musée lui-même depuis plusieurs décennies.
Cinq thèmes sont abordés : l'entrée en Résistance, les maquis, la situation des Juifs à Grenoble et en Isère entre 1939 et 1945, Résistance, répressions et déportations et la Libération. Les thèmes sont développés de manière chronologique, le parcours de la visite se décline sur les trois niveaux du musée.

### Premier niveau

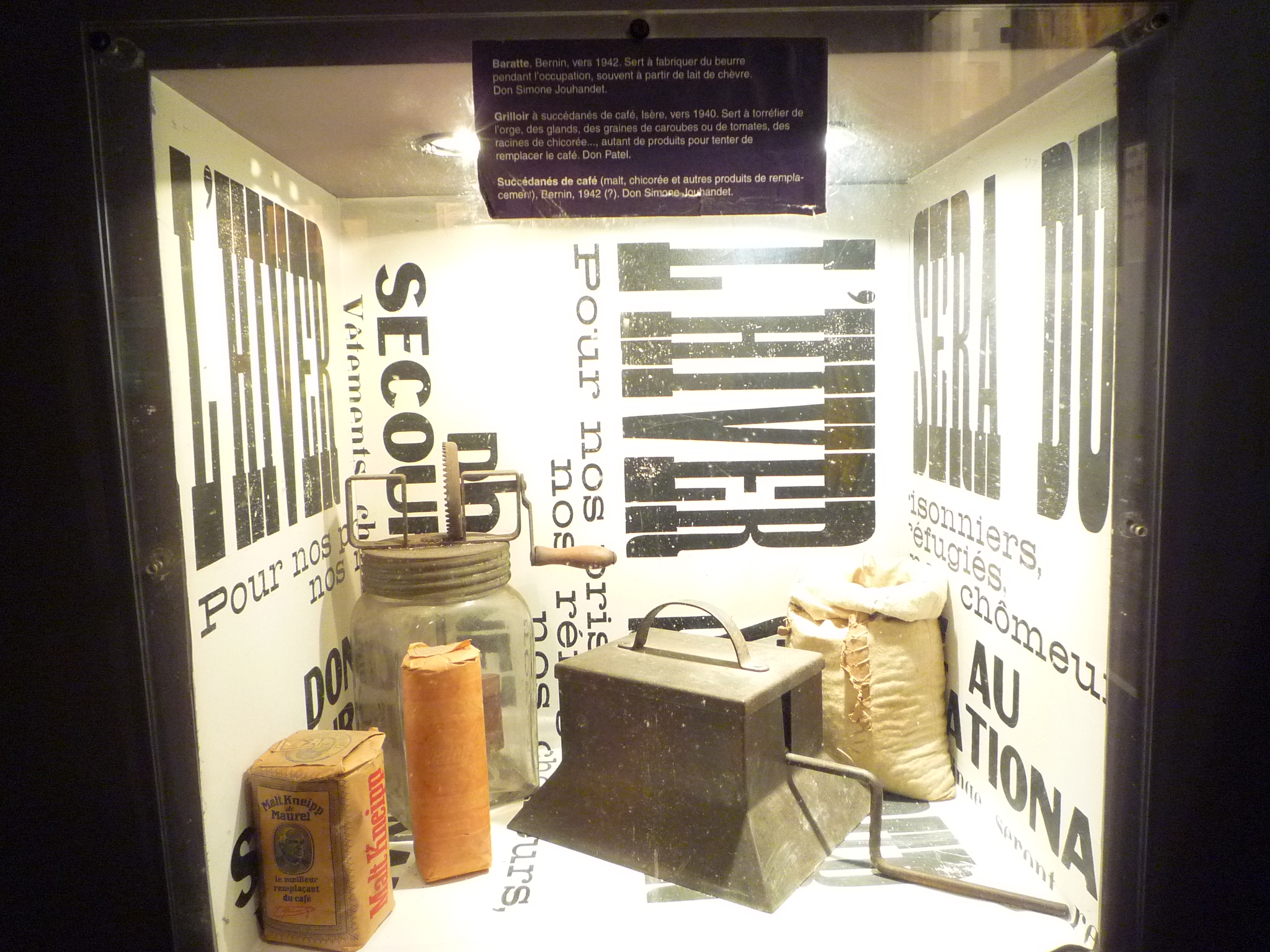
Objets de la vie quotidienne

Outre une salle qui accueille deux expositions temporaires par an, le premier niveau donne accès au début des espaces de longue durée. Le parcours dépeint l'Isère dans les années précédent la guerre, alors que des régimes totalitaires s'installent en Europe. La ville connait un développement sans précédent comme l'atteste l'exposition internationale de la Houille Blanche qui se tient à Grenoble en 1925. La main d'œuvre afflue dans le département de la Savoie, du haut Dauphiné, mais aussi de Grèce, d'Arménie ou d'Italie. Rendue nécessaire par la crise du logement, l'extension de la ville devient indispensable. Dès 1921, Paul Mistral, maire de Grenoble, demande à l'architecte parisien Léon Jaussely de concevoir un nouveau plan d'urbanisme. Ce projet sera interrompu par l'entrée en guerre.

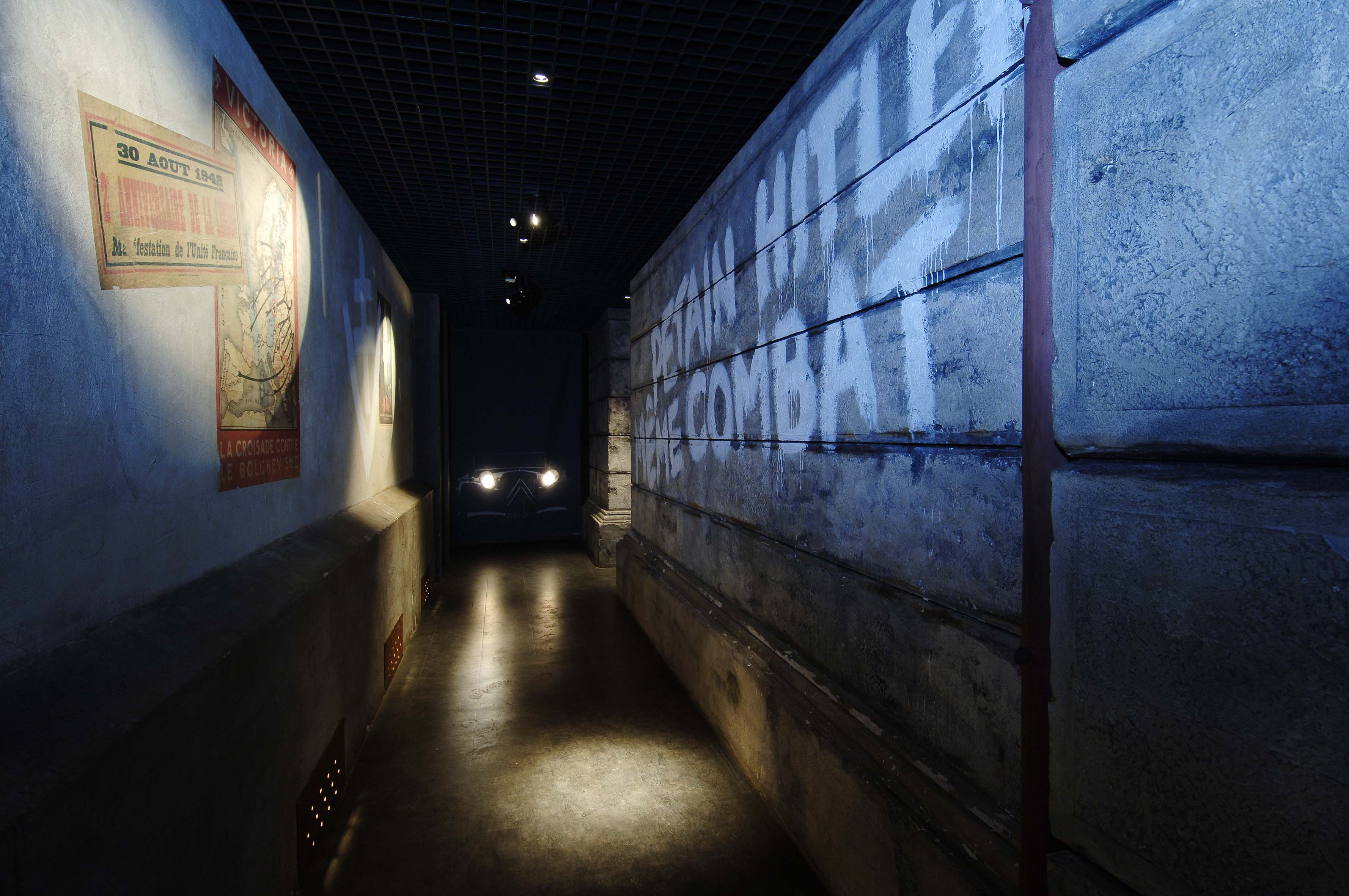
La rue des frondeurs

Le parcours se poursuit en expliquant les causes du conflit : le fascisme, le nazisme et leurs idéologies et politiques expansionnistes. Les grands événements nationaux ponctuent le parcours : la mobilisation, la défaite, l'Armistice du 22 juin 1940, l'appel du 18 juin, le gouvernement de Vichy, les restrictions et la pénurie qui frappent la vie quotidienne. Les spécificités locales sont également présentées : le film de la venue du maréchal Pétain à Grenoble le 19 mars 1941, les émissions de la BBC sur le poste du grand café de Bernin, la répression Vichyssoise incarnée par le camp d'internement de Fort Barraux, la destruction du temple maçonnique de Grenoble, l'antisémitisme, les positions des Églises, ou encore l'École d'Uriage. Un film de 15 minutes présente les événements qui se succèdent en Europe, en France, en Isère, à Grenoble de 1933 à 1944.

### Deuxième niveau

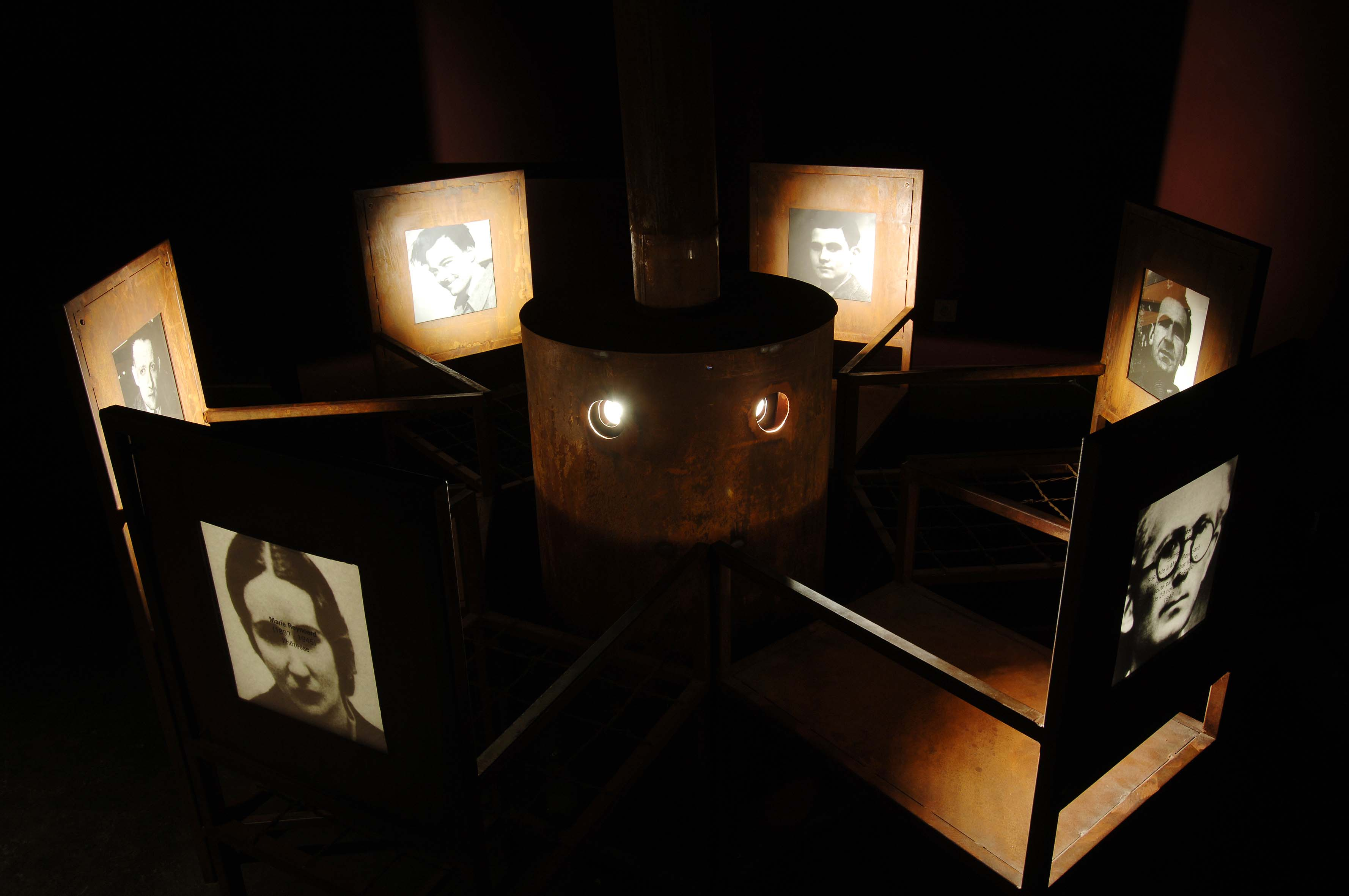
Réunion chez Marie Reynoard

Six milieux dans lesquels va naître la Résistance sont présentés par le biais d'évocations et de restitutions de lieux et d'ambiances. La première évocation est celle d'une ruelle de Grenoble où l'on entend des voix jeunes scander « À bas Pétain ! Vive de Gaulle ! », puis des bruits de poursuite et d'arrestation. Affiches et graffitis témoignent aussi des troubles de l'époque dans les mouvements étudiants et lycéens où la distribution manifester et graffiter sont des moyens d'exprimer sa révolte. Un appartement grenoblois est ensuite restitué : des chaises rassemblées autour d'un poêle et des conversations évoquent l'appartement de Marie Reynoard, où naît le mouvement Combat en novembre 1941. L'espace suivant présente le bureau du doyen de la faculté des sciences de Grenoble, René Gosse, qui vient d'être révoqué pour avoir exprimé publiquement son opposition au maréchal Pétain. D'autres individualités vont commencer à agir, comme le jeune vicaire de la cathédrale Notre-Dame de Grenoble connu plus tard sous le nom d'abbé Pierre, le physicien Jean Bistési ou Marguerite Gonnet.
La devanture du bar de la Rotonde près de la gare laisse échapper des bruits de table que l'on range et des conversations chuchotées. C'est dans ce café que se retrouvent des socialistes, membres de la SFIO, Eugène Chavant, Léon Martin, Aimé Pupin. Ils adhéreront au mouvement Franc-Tireur et créeront le premier maquis de France en décembre 1942 dans la ferme d'Ambel située dans le massif du Vercors. D'autres décors ponctuent le parcours : un bureau massif rempli de munitions explicitant l'organisation de la cache des armes par les officiers tels les commandants Henri Delaye ou Albert de Reyniès, qui se retrouveront au sein de l'Armée secrète. Le bruit cadencé d'une machine ronéo installée dans une cave ponctue cette partie. Elle illustre les groupes communistes participant à la création du Front National en mai 1941 en diffusant des tracts et journaux clandestins.

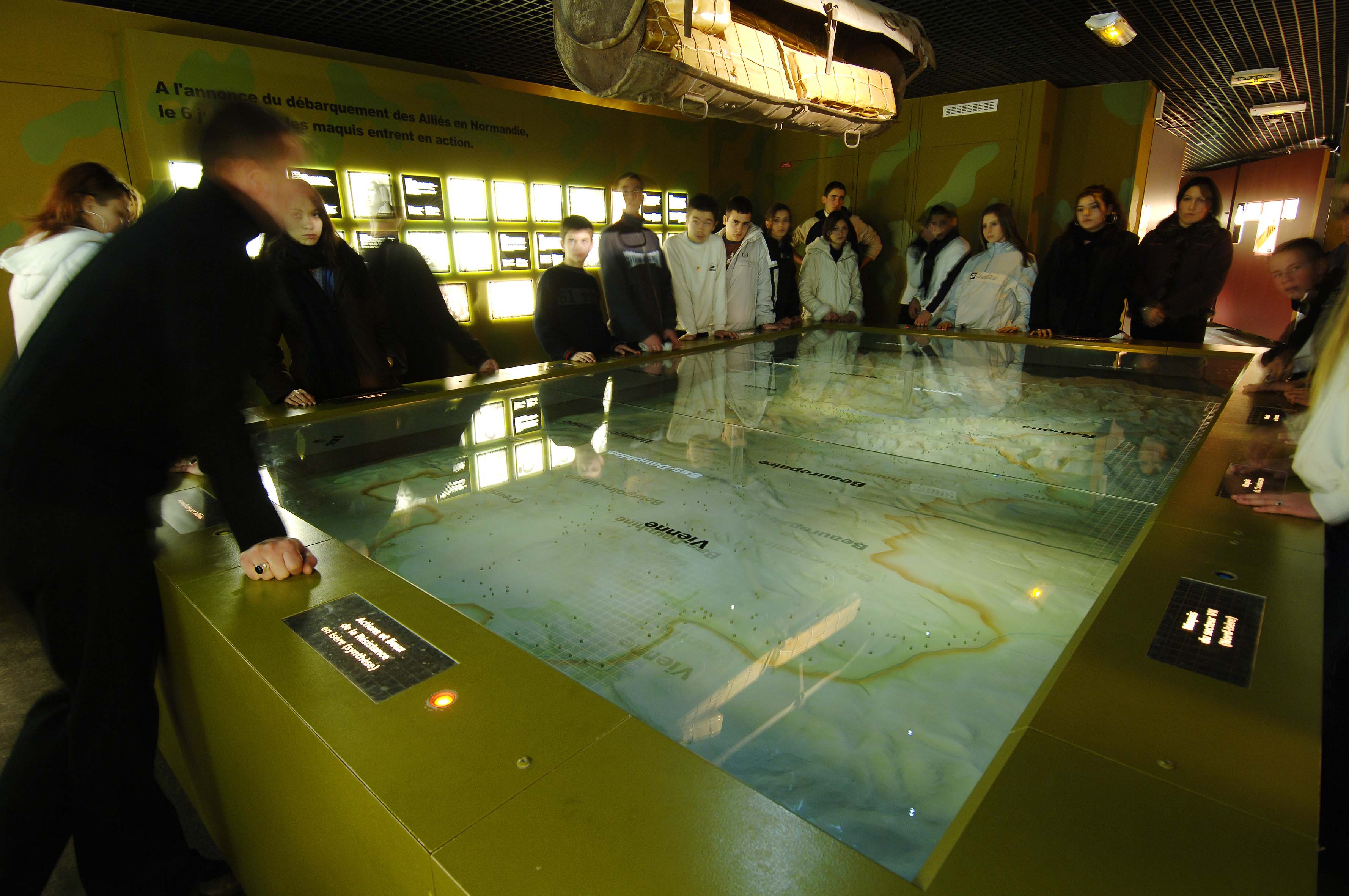
Plan relief de l'Isère

Le musée présente ensuite le principe de la Relève et du Service du travail obligatoire par le biais d'affiches de propagande. Il évoque les nombreux réfractaires et le rôle qu'ils joueront en gagnant les maquis en nombre. Les militaires italiens, les bersaglieri, occupent Grenoble à partir de novembre 1942. Les autorités d’occupation italiennes ont protégé de nombreux juifs, encourageant même un nouveau flux migratoire en 1942 venu de la zone d’occupation allemande, beaucoup plus dangereuse. 
Le nombre de juifs réfugiés dans la région grenobloise est très élevé, ce qui lui vaut d'être appelée « La petite Palestine ». Un espace permet au visiteur de comprendre ce qu'est « d'être Juif en Isère », les persécutions de la police de Vichy et la création en avril 1943 à Grenoble du Centre de documentation juive contemporaine.
Un vaste plan relief de dix mètres carrés représente l'Isère. La plupart des actions de la Résistance sont indiquées par des diodes lumineuses activée par le visiteur : maquis, sabotages, affrontements, parachutages. Les différents maquis et les visages des maquisards isérois sont présentés sur le périphérie de la salle, ainsi que leurs moyens de communication avec Londres (poste émetteur) et le conteneur qui approvisionne en armes.

### Troisième niveau

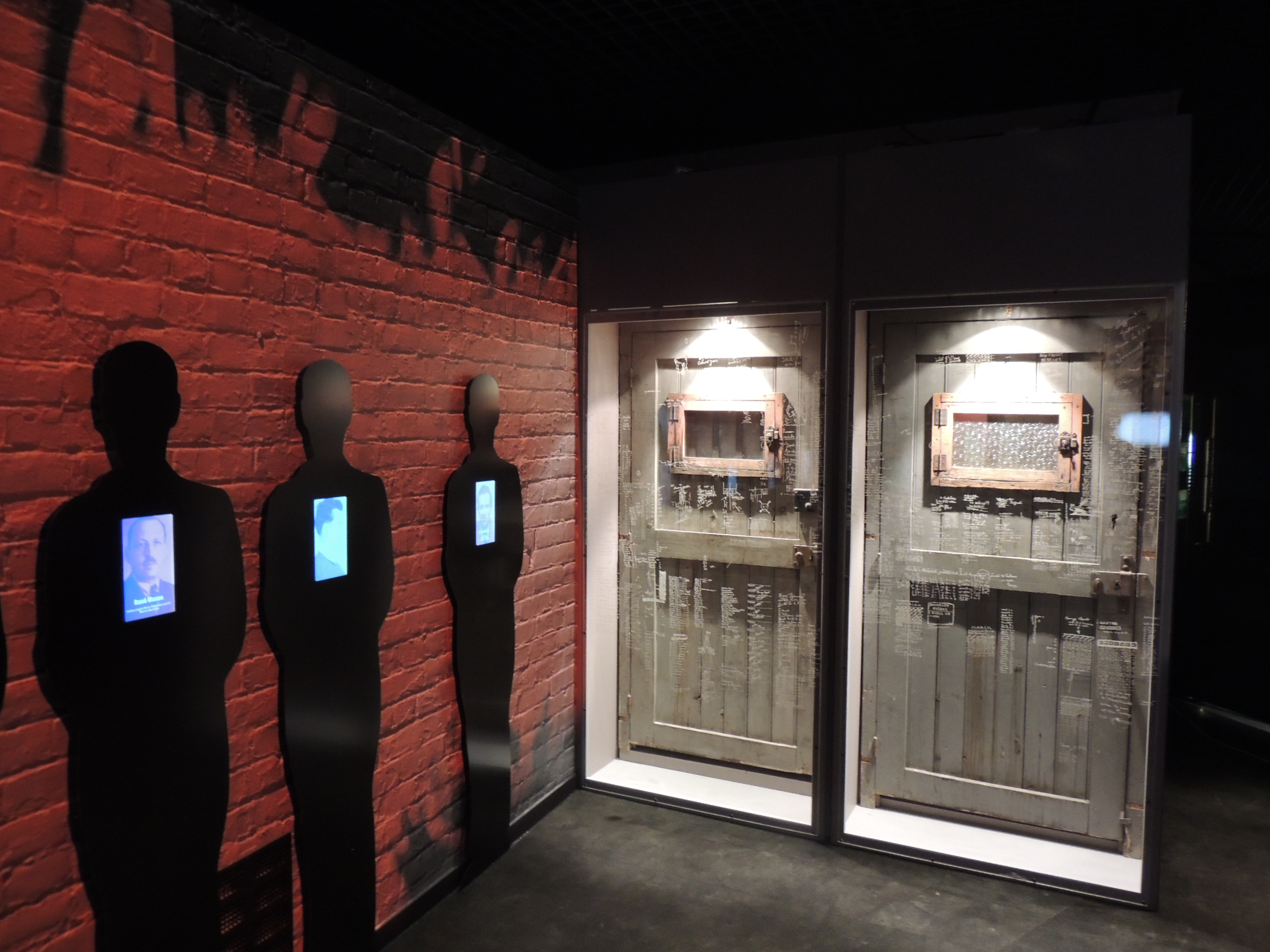
Portes des cellules de la Gestapo

Dans la nuit du 8 au 9 septembre 1943, l'armée allemande s'installe à Grenoble sous le commandement du général Karl Pflaum, marquant un tournant dans la guerre en Isère. Cette partie évoque la Résistance, la répression et la collaboration en France. La répression sur la population atteint alors des sommets à la fin de l'année 1943 lors de la manifestation du 11 novembre 1943 devant le monument des diables bleus aux abords du parc Paul-Mistral, puis avec la Saint-Barthélemy grenobloise. Les résistants mènent quant à eux des actions d'envergure : ils font notamment exploser le polygone d'artillerie et la caserne de Bonne où les stocks d'armes allemands sont entreposés. Deux portes de cellule provenant de l'immeuble de la Gestapo du 28 cours Berriat sont présentées. Des inscriptions de noms et de recommandations des personnes arrêtées et torturées les recouvrent.

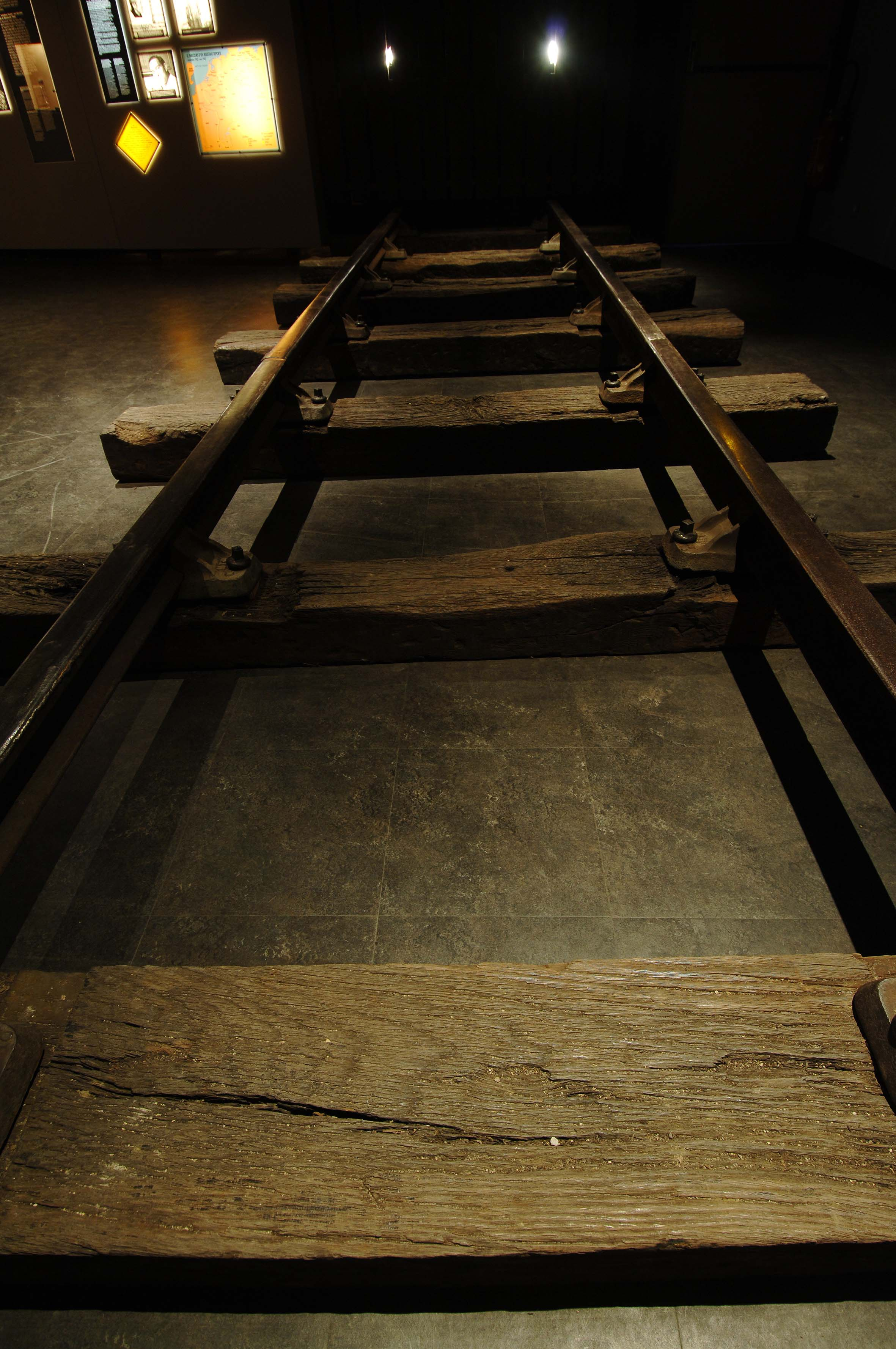
Salle Déportations

Un espace est consacré aux Déportations. Une voie ferrée est signifiée tandis que résonne dans la salle le bruit des wagons en mouvement. Au bout de la voie s'empilent dans un caisson les vêtements rayés de déportés sur lequel les noms des isérois défilent. À côté, une carte diachronique présente le système concentrationnaire des camps de l'Alsace jusqu'à la Pologne. Une mosaïque de cases contient des objets ramenés par des déportés. Des témoignages sont aussi présentés ainsi que la Justes parmi les nations de l'Isère.
L'unification des mouvements de Résistance se concrétise par la réunion « Monaco » le 25 janvier 1944 à Méaudre, où se retrouvent dix responsables de la Résistance iséroise. Ils décident d'unifier leurs actions en créant le Comité départemental de libération national. Une grande table de métal aux contours sinueux, supportée par dix bustes de bois et surmontée de la maquette immaculée d'une maison est présentée. La table a la forme de l'Isère, les effigies qui la soutiennent sont celles des responsables des diverses composantes de la Résistance et la maison est l'hôtel de la Poste de Méaudre dans le Vercors. De part et d'autre des documents et des montages photographiques dépeignent Libération : des images des journées de Libération de l'Isère en août 1944, le Général de Gaulle remettant l'ordre de la Libération à la ville de Grenoble ou encore des explications autour de l'épuration.
Enfin, un dernier espace évoque l'universalité et l’intemporalité des valeurs de la Résistance.

## Réactualisations
Depuis 1994, grâce aux acquis des expositions temporaires et de nouvelles recherches, plusieurs parties du musée ont été réactualisées.
En novembre 2001, un espace est créé et consacré à la situation des Juifs à Grenoble et en Isère et la salle des maquis de l'Isère est revue pour clarifier la chronologie et leur histoire. L'épuration est aussi évoquée dans sa chronologie et sous ses différentes formes.
En avril 2008, les présentations de la salle des Déportations ont été enrichies, notamment d’une carte murale animée qui reprend les grandes étapes de l’histoire du système concentrationnaire nazi.
En mai 2010, la dernière partie du musée, inchangée depuis l’ouverture du musée, est revue.
En mai 2017, le musée revient sur un nouvel espace à la suite des recherches réalisées à l’occasion de l’exposition temporaire Automne 43 Résistance et répressions présentée en 2013. La place des textes est limitée pour privilégier l’ambiance, les images et les symboles. Ce nouvel espace propose des dispositifs numériques et interactifs qui facilitent l’appréhension des contenus et intensifient l’immersion des visiteurs.
Il est prévu qu'à partir de 2025 le musée déménage dans l'ancien Palais du parlement du Dauphiné en rénovation depuis septembre 2021 afin de permettre le renouvellement de la muséographie et d'offrir au musée un espace plus vaste classé Monument historique.

## Fréquentation
Le musée a accueilli 35 345 visiteurs en 2019, dont 25 418 visiteurs individuels (72%), 543 (2%) visiteurs issus de groupes non scolaires et 9 384 scolaires (27%).
La fréquentation est en baisse de -2% par rapport à 2018 mais elle reste très haute. Il s’agit de la deuxième meilleure fréquentation depuis 1994.
Le ratio entre public individuel et en groupe augmente progressivement en faveur du public individuel. On constate que l’écart se creuse entre ces différentes catégories de visiteurs au mois de mai, en raison de la Course de la Résistance et durant la période estivale en raison des vacances scolaires et de la programmation événementielle.
12% ont moins de 18 ans, 15% entre 18 et 25 ans, 56% entre 25 et 65 ans et 17% plus de 65 ans.
En 2019,  86% des visiteurs venaient de France, soit  +1% par rapport à 2018. La part des Isérois reste largement majoritaire, puisqu’elle s’élève à 80%. 2 250 visiteurs étrangers sont venus visiter le musée en 2019, soit 14% des visiteurs et +61 par rapport à 2018. L’origine géographique des visiteurs du musée est constante.
Le musée fait partie des membres fondateurs du réseau rhône-alpin Memorha.

## Expositions temporaires
Afin de compléter les présentations de longue durée, le musée possède un espace consacré aux expositions temporaires. En moyenne, ce sont deux expositions qui sont présentées chaque année selon quatre axes :
1. Le développement d’un aspect de la période 1939-1945;
2. L’exploration des formes actuelles de résistance;
3. La présentation de travaux d’artistes inspirés par la Seconde Guerre mondiale ou la notion de résistance;
4. L'histoire d'autres génocides et conflits du XXe siècle.

## Un musée au service des publics

### La mission pédagogique
Conçu comme un lieu de mémoire, de connaissance et d'échanges autour de la Seconde Guerre mondiale en Isère, il a pour mission majeure d'intéresser les jeunes générations, de susciter leur curiosité et de provoquer leur réflexion. Pour le collège et le lycée, la visite du musée constitue ainsi un complément au cours d’histoire sur la Seconde Guerre mondiale. Elle peut également s’inscrire dans le cadre de la réflexion menée par les professeurs de français et de philosophie sur les rapports entre la mémoire et l’histoire. Le musée est aussi un centre de ressources pour des TPE en première. Pour les classes de primaire, la visite et l’utilisation des outils pédagogiques permettent d’aborder d’une façon différente et plus interactive la période 39-45.
Le musée propose aux enseignants des interlocuteurs privilégiés et des outils dans la préparation et la conduite de leur visite.

### Le service éducatif
Il est composé de deux enseignants chargés de l’action éducative et d'une chargée de l'action culturelle. Il a pour rôle de renseigner et orienter les enseignants qui souhaitent programmer une visite du musée ou une séance de travail dans l'espace pédagogique. Il leur propose également des outils pédagogiques qui leur permettent de préparer leur visite dans les meilleures conditions.

### L'espace pédagogique
Le musée dispose d’un espace pédagogique conçu comme un lieu d’animation et de sensibilisation aux thématiques de la Seconde Guerre mondiale. Divers ateliers sont proposés tout au long de l’année : des ateliers pédagogiques à destination des scolaires d’une part, et d’autre part, des ateliers de création jeune public en lien avec les expositions temporaires du musée. Se plonger dans le quotidien des années noires, découvrir la question des enfants cachés, décrypter des affiches de propagande : autant d’occasions d’acquérir des connaissances et d’éveiller la curiosité.

### Le centre de documentation
Le centre de documentation du musée est ouvert à tous sur rendez-vous. L’inventaire informatisé des collections a permis de développer un centre de ressources composé d’une bibliothèque (ouvrages consultables sur place), d’une vidéothèque et d’une photothèque. Ces ressources permettent également de faire des recherches pour les travaux personnels encadrés (TPE) et le concours national de la Résistance et de la Déportation. Cette technicité permet au musée de Grenoble de figurer parmi les principaux centres de documentation sur la Résistance en France.

## Les publications et films édités par le musée
Le musée édite régulièrement des publications et des films depuis 1994.
- Résistance en Isère. Le livre du Musée sous la direction de Jean-Claude Duclos (1994)
- Mémoires de Déportés sous la direction de Jean-Claude Duclos (1995)
- Affiches des années noires sous la direction de Jean-Claude Duclos (1996)
- Être Juif en Isère entre 1939 et 1945 sous la direction de Jean-Claude Duclos (1997)
- Fort Barraux. Camps et prisons de la France de Vichy. 1940-1944 sous la direction de Jean-Claude Duclos (1998)
- Maquis de l'Isère. Dernières nouvelles sous la direction de Jean-Claude Duclos (1999)
- Le guide du musée Gil Emprin, Philippe Barrière (2001)
- Jacqueline Salmon. Sangatte Le hangar éditions Le Channel, scène nationale de Calais (2002)
- Alpes en guerre / Alpi in guerra. 1939-1945 sous la direction de Jean-Claude Duclos (2003)
- L'Isère libérée. 20 août-2 septembre 1944 sous la direction de Jean-Claude Duclos (2004)
- Grenoble en Résistance 1939 – 1944 sous la direction de Jean-Claude Duclos et Olivier Ihl (2004)
- Comme un vent de liberté, La libération de l’Isère, 20 août – 2 septembre 1944 film documentaire réalisé par Michel Szempruch (2004)
- 1939-1945 – L’Isère en Résistance, l’espace et l’histoire sous la direction de Jean-Claude Duclos (2005)
- Déportés de l’Isère 1942-1943-1944 sous la direction de Jean-Claude Duclos (2005)
- Les Cahiers de la Maison des Droits de l’Homme no 1 sous la direction de Jean-Claude Duclos (2005)
- Les Cahiers de la Maison des Droits de l’Homme no 2 sous la direction de Jean-Claude Duclos (2006)
- Ils ont survécu, Les déportés rescapés, 1945 – 2005 film documentaire (2006)
- Être Franc-Maçon en Isère en 1940 sous la direction de Jean-Claude Duclos (2006)
- Une mémoire arménienne, De Merz Nor Kiugh (Bursa, Empire ottoman) à Saint-Martin-d’Hères (Isère, France), Yervant Der Goumcian 1894-1976 (2007)
- Rompre le silence. Mémoires de chômeurs et précaires en Isère, 1975 – 2007 (2007)
- Une usine dans la guerre, La Société nationale de la Viscose à Grenoble, 1939-1945 (2008)
- Face au génocide, du Cambodge à l’Isère coordonné par Olivier Cogne et Jean-Claude Duclos (2008)
- Résister Militer – Défendre les Droits de l’Homme en Isère de la Libération à aujourd’hui sous la direction de Jean-Claude Duclos et d’Olivier Cogne (2007)
- Résister, militer - Défendre les Droits de l’Homme en Isère, de la Libération à aujourd’hui film documentaire réalisé par Michel Szempruch (2008)
- Le train s’est arrêté à Grenoble… La guerre d’Espagne et l’Isère-refuge et résistance sous la direction de Jean-Claude Duclos et Jacques Loiseau (2009)
- Pierre Fugain - Un résistant dans le siècle film documentaire réalisé par Michel Szempruch (2009)
- Terre de refuge – Récits de l’exil. film documentaire réalisé par Hernan Belon et Favio Fischer (2009)
- Spoliés ! - l’ « aryanisation » économique 1940-1944 sous la direction de Tal Bruttmann (2010)
- Lumière sur fragments obscurs, light on fragments from darkness, Paul Hickin  œuvres de résistance (2010)
- On voulait changer le monde… Artémise Vizioz 1926-2008 sous la direction de Jean-Claude Duclos (2010)
- Des 4 coins de l’Empire - Soldats et travailleurs coloniaux en Isère – 1914-1945 sous la direction d’Olivier Cogne et de Jacques Loiseau (2011)
- Libertà ! Antifascistes et Résistants italiens en Isère sous la direction d’Olivier Cogne et de Jacques Loiseau (2011)
- Grenoble, de l’Occupation à la liberté Imre Boc (2012)
- [OQTF] Obligation de quitter le territoire français Vincent Karle et Guillaume Ribot (2012)
- Cette part d’humanité… film documentaire de Denis Ramos (2012)
- Les Justes de l’Isère sous la direction d’Olivier Cogne et Jacques Loiseau (2012)
- Abdon – Parcours d’un résistant dans les Alpes 1943-1945 textes et dessins de Jacques Barré (2013)
- Exilados, le refuge chilien en Isère 1973-2013 sous la direction d’Olivier Cogne et Jacques Loiseau (2013)
- Gaston Valois, la République à en mourir Gil Emprin (2013)
- La traque de la Résistance - La « Saint-Barthélemy grenobloise » film documentaire réalisé par France Images Production (2013)
- Vercors 40/44 sous la direction d’Olivier Cogne et Jacques Loiseau (2014)
- Eugène Chavant, du « poilu » au chef de maquis Gilles Vergnon (2014)
- Marco Lipszyc, étranger et notre frère pourtant Claude Collin (2015)
- Marie Reynoard, une combattante de l’ombre Geneviève Vennereau (2016)
- 50 ans ! Musée de la Résistance et de la Déportation de l’Isère - Maison des Droits de l’Homme sous la direction de Olivier Cogne et Jacques Loiseau (2016)
- Albert Reynier, préfet de la Résistance Philippe Barrière (2016)
- Yves Farge, entre Résistance et pacifismes Raphaël Spina (2017)
- Uriage : de l’École des cadres à l’héritage culturel coordonné par Olivier Cogne, Jacques Loiseau et Olivier Vallade (2017)
- Rose Valland, une vie à l’oeuvre Ophélie Jouan (2019)
- Albert de Seguin de Reyniès, la patrie jusqu’au bout Ariane Pinauldt (2019)
- Marguerite Gonnet, déterminée à sortir de l’ombre Olivier Vallade (2020)

## Accès

### À pied
Le musée, positionné non loin du centre-ville, à proximité immédiate de la place de Verdun, est accessible aux piétons depuis n'importe quel point de la ville.

### Transports en commun
Le musée est principalement desservi par la ligne A du tram (station Verdun-Préfecture) qui dessert également la gare de Grenoble et la ligne C (station Hôtel de Ville ).
Le musée est également desservi par la ligne C1 du réseau de transports en commun (arrêt Hôtel de Ville), les lignes 13 et 16 (arrêt Mutualité) et les lignes 14, 15 et 6020 (arrêt Verdun Préfecture).

### Autres moyens de déplacement
Pour s'y rendre en voiture, les parkings payants les plus proches se trouvent place de Verdun ou rue Hébert.